# 地震持续时间震级
地震持续时间震级（英语：earthquake duration magnitude）是一种地震度量，缩写为MD。用记录振动持续时间测定震级，比用最大振幅测定震级能更好地符合实际情况。例如，对于限幅不太明显的地震，用最大振幅法测得的震级显然偏小，而用振动持续时间来测量震级却是比较可靠的。

## 发展历史
地震持续时间震级的概念首先由Bisztricsany于1958年提出。早期的数字地震记录一般采用12位或16位A-D转换，动态范围大约分别为66dB和90dB，用这些仪器记录地方强震时往往会出现限幅现象。在实际观测中，同一个地震，当各个台站的放大倍数比较一致时，各台记录的振动持续时间也比较一致。一般地，地震规模越大，振动持续时间越长；地震规模越小，振动持续时间越短。除此之外，振动持续时间在一定距离内几乎和震中距无关。因此，根据振动持续时间与地震强弱的依赖关系，就可以用振动持续时间作为一个新的标度去测定地震规模。不过，随着技术发展，目前建设的数字地震台站采用的是24位A-D数据转换，动态范围为120至140dB，对强震的限幅现象已不是主要问题。
1975年，赫尔曼（R.B.Herrmann）提出了针对地方震的持续时间震级计算公式。1977年，持续时间震级得到学术承认，被列入中国国家地震局地球物理研究所《地震观测业务手册》。

## 计算方式
地震持续时间震级的基本关系式为{\displaystyle M_{D}=C_{0}+C_{1}\log _{10}\tau +C_{2}\Delta }，即1975年赫尔曼提出的持续时间震级计算公式（{\displaystyle M_{D}=a_{0}+a_{1}\log _{10}D+a_{2}\Delta }）。式中，{\displaystyle D}为持续时间，单位为秒；{\displaystyle \Delta }为震中距，单位为千米；{\displaystyle a_{0}}、{\displaystyle a_{1}}和{\displaystyle a_{2}}是在一定范围内（ML＜4.5）的常数；{\displaystyle a_{0}}与地震仪器的放大倍数或灵敏度有关，一般为0.5~1.0；{\displaystyle a_{1}}与地震仪器的频带宽度有关，约等于2.0，一般为1.7~2.6；{\displaystyle a_{2}}数值较小，当震中距小于200千米时可以忽略不计。其中，可以通过线性拟合得到{\displaystyle a_{0}}和{\displaystyle a_{1}}，但各个地区不同仪器的{\displaystyle a_{0}}和{\displaystyle a_{1}}数值不同，不可直接套用。
所得各关系式之间由于地区之间地质构造差异引起的地震波衰减特性而有所差异。仪器不同导致频率特性和放大倍数不同，各地区所得公式结果存在着较大差别，故仅能局限于地区内使用。对于地方震，地震信号的持续时间主要由尾波长度决定。尾波持续时间是从P波开始，到振动衰减至与干扰背景相当为止之间的时间长度。

## 与其他地震度量的关联
虽然通过经验得出的多个地震度量之间的转换式会受到数学和物理上的限制，但有些地震学家，例如布伦博（Brumbaugh）曾尝试使用亚利桑那州的17个地震事件样本去推导出近震震级与持续时间震级的关系式，最终得出{\displaystyle M_{L}=0.936M_{D}-0.16\pm 0.22}。